# Panacea-Klänge
Panacea-Klänge ist ein Walzer von Johann Strauss (Sohn) (op. 161). Das Werk wurde am 23. Januar 1855 im Sofienbad-Saal in Wien erstmals aufgeführt.

## Weblink
- Panacea-Klänge auf der Naxos online CD Beschreibung

## Einzelnachweis
1. ↑  Quelle: Englische Version des Booklets (Seite 34) in der 52 CDs umfassenden Gesamtausgabe der Orchesterwerke von Johann Strauß (Sohn), Hrsg. Naxos (Label). Das Werk ist als sechster Titel auf der 10. CD zu hören.